# Real Sociedad Bascongada de Amigos del País
La Real Sociedad Bascongada de Amigos del País (RSBAP) ou Euskalerriaren Adiskideen Elkartea en basque, également connue comme la Bascongada, appartient aux Reales Sociedades Económicas d'Amigos del País, organisme basque espagnol apparu dans la seconde moitié du XVIIIe siècle. Les fondateurs de la RSBAP avaient pour objectif la culture et la promotion de tous les arts, sciences, activités sociales et culturelles et le développement économique.
La Société est fondée à Bergara en 1765 et parmi ses membres figurèrent certains des plus importants réformistes de l'époque : Foronda, Villahermosa, Olavide, Meléndez Valdés, Samaniego, Ibanez de la Renteria, Nicolás Arriquivar.
La « Société royale basque des amis du pays » naît des salons que le comte de Peñaflorida organisait dans sa résidence, le palais d'Insausti à Azkoitia. Se réunissaient des gens tels que José María de Eguía, marquis de Narros ou Manuel Ignacio Altuna, qui avaient voyagé à travers l'Europe et une position sociale et économique au Pays basque. 
Ayant une connaissance des milieux culturels et industriels de certains pays européen il se désolaient de voir le panorama du Pays basque au XVIIIe siècle. La Société basque ou la "Bascongada " a dès le début une préoccupation pour l'éducation culturelle, scientifique et moral. Elle fonde le Séminaire patriotique royal de Vergara (1776-1796), avec l'appui d'éminents professeur comme Joseph Louis Proust, Pierre-François Chabaneau, Félix María Samaniego, Fausto de Elhúyar. 